# Michał Sachanbiński
Michał Sachanbiński (ur. 20 stycznia 1934 w Szpitówce) – polski geolog, specjalizujący się w fizyce minerałów, gemmologii oraz mineralogii; nauczyciel akademicki związany z Uniwersytetem Wrocławskim i Szkołą Wyższą Rzemiosł Artystycznych i Zarządzania we Wrocławiu.

## Życiorys
W 1956 przyjechał do Wrocławia, gdzie podjął studia geologiczne na miejscowym uniwersytecie, które ukończył w 1962 roku, zdobywając tytuł magistra. W następnym roku podjął pracę naukowo-dydaktyczną na swojej macierzystej uczelni w Zakładzie Mineralogii i Petrografii. Na Wydziale Nauk Przyrodniczych przeszedł przez wszystkie szczeble drabiny akademickiej od pracownika laboratoryjnego do profesora zwyczajnego. W 1989 otrzymał tytuł profesora nauk przyrodniczych.
Działał w Zrzeszeniu Studentów Polskich. Od 1960 do 1962 przewodniczył radzie uczelnianej tej organizacji na Uniwersytecie Wrocławskim. Od 1962 do 1963 był sekretarzem, a od 1963 do 1965 wiceprzewodniczącym rady okręgowej ZSP. Od 1963 do 1965 wchodził również w skład Głównej Komisji Rewizyjnej ZSP. Od 1962 do rozwiązania należał do Polskiej Zjednoczonej Partii Robotniczej. Od 1981 do 1982 pełnił funkcję I sekretarza Komitetu Uczelnianego PZPR na UWr.
Został członkiem wielu komitetów i towarzystw naukowych, w tym m.in. Komitetu Nauk Mineralogicznych Polskiej Akademii Nauk, przewodniczącym Komitetu Nauk o Ziemi Oddziału Wrocławskiego PAN, członkiem założycielem Polskiego Towarzystwa Mineralogicznego i Polskiego Towarzystwa Gemmologicznego, w którym od chwili jego utworzenia do 2010 roku sprawował funkcję wiceprezesa. Od 1972 do 2007 reprezentował Polskę w Komisji Muzeów i Komisji Gemmologii w Międzynarodowej Asocjacji Mineralogicznej IMA. Współorganizował w Instytucie Nauk Geologicznych UWr. Muzeum, którego do 2009 był kierownikiem. Od 1975 jest członkiem Rady Naukowej Muzeum Ziemi PAN. Jego wielką zasługą jest utworzenie pierwszego w Polsce Zakładu Gemmologii.
Jest współorganizatorem i rektorem Szkoły Wyższej Rzemiosł Artystycznych i Zarządzania we Wrocławiu (od 2002 roku), w której utworzono specjalność jubilerstwo i rzeczoznawstwo kamieni szlachetnych.

## Dorobek naukowy
Dorobek naukowy Michała Sachanbińskiego określają 132 publikacje specjalistyczne i 51 prac popularnonaukowych, wśród których daje się wyróżnić kilka kierunków prowadzonych indywidualnie przez profesora lub w zespołach. Do jego najważniejszych publikacji należą:
- Surowce mineralne Dolnego Śląska 1970.
- Geochemia krajobrazu, Warszawa 1971, tłumacz
- Kamienie szlachetne i ozdobne Śląska, Wrocław 1980.
- Vademecum zbieracza kamieni szlachetnych i ozdobnych, Warszawa 1984.
- Agaty z Płóczek Górnych, Lwówek Śląski 2009, współautor.

## Odznaczenia
Jest posiadaczem wielu odznaczeń państwowych, resortowych i organizacji społecznych, w tym m.in. złotego Medalu Uniwersytetu Wrocławskiego, Medalu Komisji Edukacji Narodowej oraz Krzyża Oficerskiego Orderu Odrodzenia Polski.